# Congress Bundestag Youth Exchange Program
Le Congress Bundestag Youth Exchange Program ou CBYX  (en allemand, Parlamentarisches Patenschafts-Programm ou  PPP) est un programme finançant des échanges entre élèves américains et allemands. Créé en 1983, à l'occasion du 300e anniversaire de la première installation de colons allemands en Amérique du Nord, il est financé par le Congrès américain et par le Bundestag allemand. Depuis sa création, plus de 17 000 élèves américains et allemands ont participé à ce programme qui permet de passer une année entière dans le pays hôte. 